# UFC Fight Night: Diaz vs. Guillard
UFC Fight Night: Diaz vs. Guillard（ユーエフシー・ファイトナイト：ディアス・バーサス・ギラード、別名UFC Fight Night 19）は、アメリカ合衆国の総合格闘技団体「UFC」の大会の一つ。2009年9月16日、オクラホマ州オクラホマシティのコックス・コンベンション・センターで開催された。
1994年に開催されたUFC 4以来、約15年振りのオクラホマ州大会となった。
メインイベントではネイサン・ディアスとメルヴィン・ギラードによるライト級戦が行われた。また、大会はSpikeによって、リアリティ番組「The Ultimate Fighter」シーズン10のエピソード1の前番組として放送された。

## 大会概要
かつてWECで2度対戦していたブライアン・スタンとスティーブ・キャントウェルのラバーマッチは、スタンが判定で勝利した。
メインイベントのライト級戦では、ディアスがギラードをギロチンチョークで下した。またセミファイナルではロジャー・ウエルタが1年ぶりに出場、判定負けでズッファとの契約が満了となった。
第4試合でライト級戦として予定されていたサム・スタウト対フィリップ・ノヴァーの試合は、ノヴァーが試合前の控え室で発作を起こし、中止となった。また、本大会で予定されていたジョシュ・ニアー対カート・ペレグリーノのライト級戦は先発のUFC 101へ前倒しされている。

## 試合結果

### プレリミナリィカード
第1試合 ミドル級 5分3R
○  ライアン・ジェンセン vs.  スティーブ・スタインバイス ×
1R 3:56 TKO（レフェリーストップ：ギロチンチョーク）
第2試合 ウェルター級 5分3R
○  マイク・ピアース vs.  ブロック・ラーソン ×
3R終了 判定3-0（30-27、30-27、30-27）
第3試合 ライト級 5分3R
○  ジェレミー・スティーブンス vs.  ジャスティン・バックホルツ ×
1R 3:32 TKO（ドクターストップ：カット）
第4試合 ミドル級 5分3R
○  CB・ダラウェイ vs.  ジェイ・シウバ ×
3R終了 判定3-0（29-28、29-28、29-28）
第5試合 ウェルター級 5分3R
○  マイク・パイル vs.  クリス・ウィルソン ×
3R 2:15 ギロチンチョーク
第6試合 ライトヘビー級 5分3R
○  ブライアン・スタン vs.  スティーブ・キャントウェル ×
3R終了 判定3-0（30-27、30-27、29-28）

### メインカード
第7試合 ミドル級 5分3R
○  ネイサン・クォーリー vs.  ティム・クレデュー ×
3R終了 判定3-0（29-28、29-27、29-28）
第8試合 ウェルター級 5分3R
○  カーロス・コンディット vs.  ジェイク・エレンバーガー ×
3R終了 判定3-0（29-28、28-29、29-28）
第9試合 ライト級 5分3R
○  グレイ・メイナード vs.  ロジャー・ウエルタ ×
3R終了 判定2-1（28-29、30-27、30-27）
第10試合 ライト級 5分3R
○  ネイサン・ディアス vs.  メルヴィン・ギラード ×
2R 2:13 ギロチンチョーク

### 各賞
ファイト・オブ・ザ・ナイト： ネイサン・クォーリー vs. ティム・クレデュー
ノックアウト・オブ・ザ・ナイト： ジェレミー・スティーブンス
サブミッション・オブ・ザ・ナイト： ネイサン・ディアス
各選手にはボーナスとして30,000ドルが支給された。